# Principiul lui Le Chatelier
În chimie, principiul lui Le Chatelier (sau „legea echilibrului chimic”) este folosit pentru a prezice efectul unei schimbări de condiții de reacție pentru un anumit sistem aflat în echilibru chimic. Principiul a fost denumit după chimistul francez Henry Louis Le Chatelier, și poate fi descris în diverse moduri. Conform acestuia:
Când într-un sistem chimic aflat în echilibru apare o „constrângere” (schimbare de concentrație, temperatură, volum sau presiune), atunci sistemul reacționează și se rearanjează într-un nou echilibru, în sensul diminuării respectivei constrângeri (prin formare de produși sau de reactanți).